# Гама (буква)
Вижте пояснителната страница за други значения на гама.
Гама (главна буква Γ, малка буква γ) е третата буква от гръцката азбука. В гръцката бройна система с тази буква се означава 3.
Главната буква Γ се използва като символ за:
- Гама функция в математиката
- Гама разпределение в теорията на вероятностите и в статистиката

Малката буква γ се използва като символ за:
- за означаване на фотона като елементарна частица
- гама-лъчите в ядрената физика
- коефициент на сигурност в метода на крайните елементи
- обемно тегло
- коефициент на разпространение на електромагнитни вълни